# Serge Vohor
Rialuth Serge Vohor (Port Olry, 23 de abril de 1955 – Jaipur, 21 de novembro de 2024) foi um político de Vanuatu. Ele era da maior ilha de Vanuatu, Espiritu Santo, de Port Olry.
Ele foi membro da União de Partidos Moderados, um partido político centrista. Quando seu partido chegou ao poder em 1991, Vohor se tornou ministro das Relações Exteriores de Vanuatu pela primeira vez em três vezes, até 1993. Vohor foi oficialnente primeiro-ministro quatro vezes, de dezembro de 1995 a fevereiro de 1996; de setembro de 1996 a março de 1998; de 28 de julho de 2004 a 11 de dezembro de 2004; e de 24 de abril de 2011 a 13 de maio de 2011. Este último, porém, foi anulado pelo Tribunal de Recurso, considerando sua eleição inconstitucional, pois ele havia sido eleito apenas pela maioria dos membros do Parlamento (26 de 52), e não por uma maioria absoluta.
Em outubro de 2015, Vohor foi um dos 15 deputados a ser condenado por suborno pelo Supremo Tribunal de Vanuatu e ficou preso por três anos. Vohor era ministro de Relações Exteriores do governo Kilman na época de sua condenação.